# Stipa (botanica)
Stipa L., 1753 è un genere di piante angiosperme monocotiledoni appartenente alla famiglia Poaceae (o Gramineae, nom. cons.).

## Etimologia
Il nome del genere deriva da una parola greca il cui significato è "stoppa, lino, fibra, cordame" in riferimento alle infiorescenze piumose o plumose di alcune specie di questo genere.
Il nome scientifico del genere è stato definito da Linneo (1707 – 1778), biologo svedese considerato il padre della moderna classificazione scientifica degli organismi viventi, nella pubblicazione "Species Plantarum" (Sp. Pl. 1: 78) del 1753.

## Descrizione

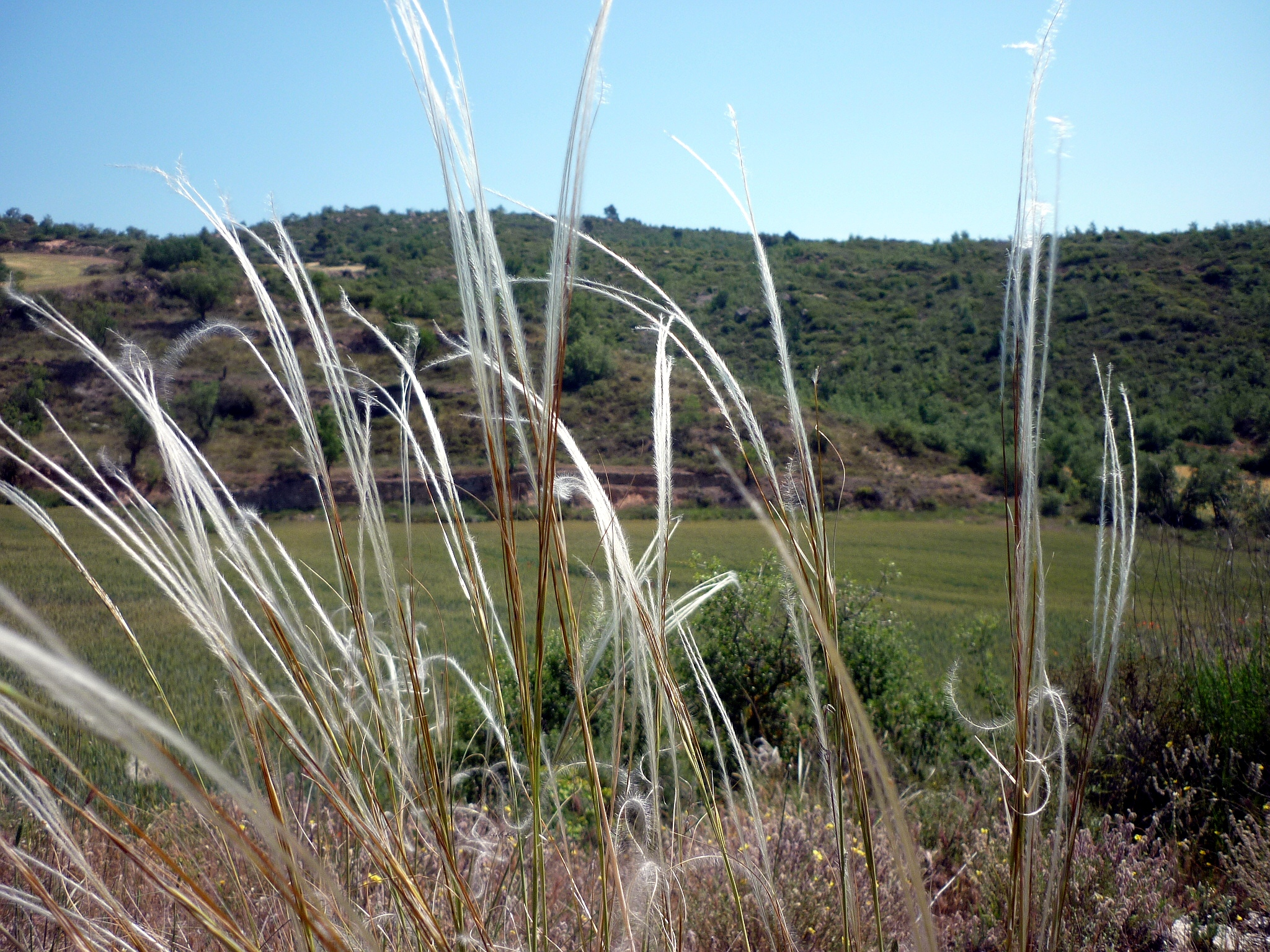
Il portamento
Stipa pennata

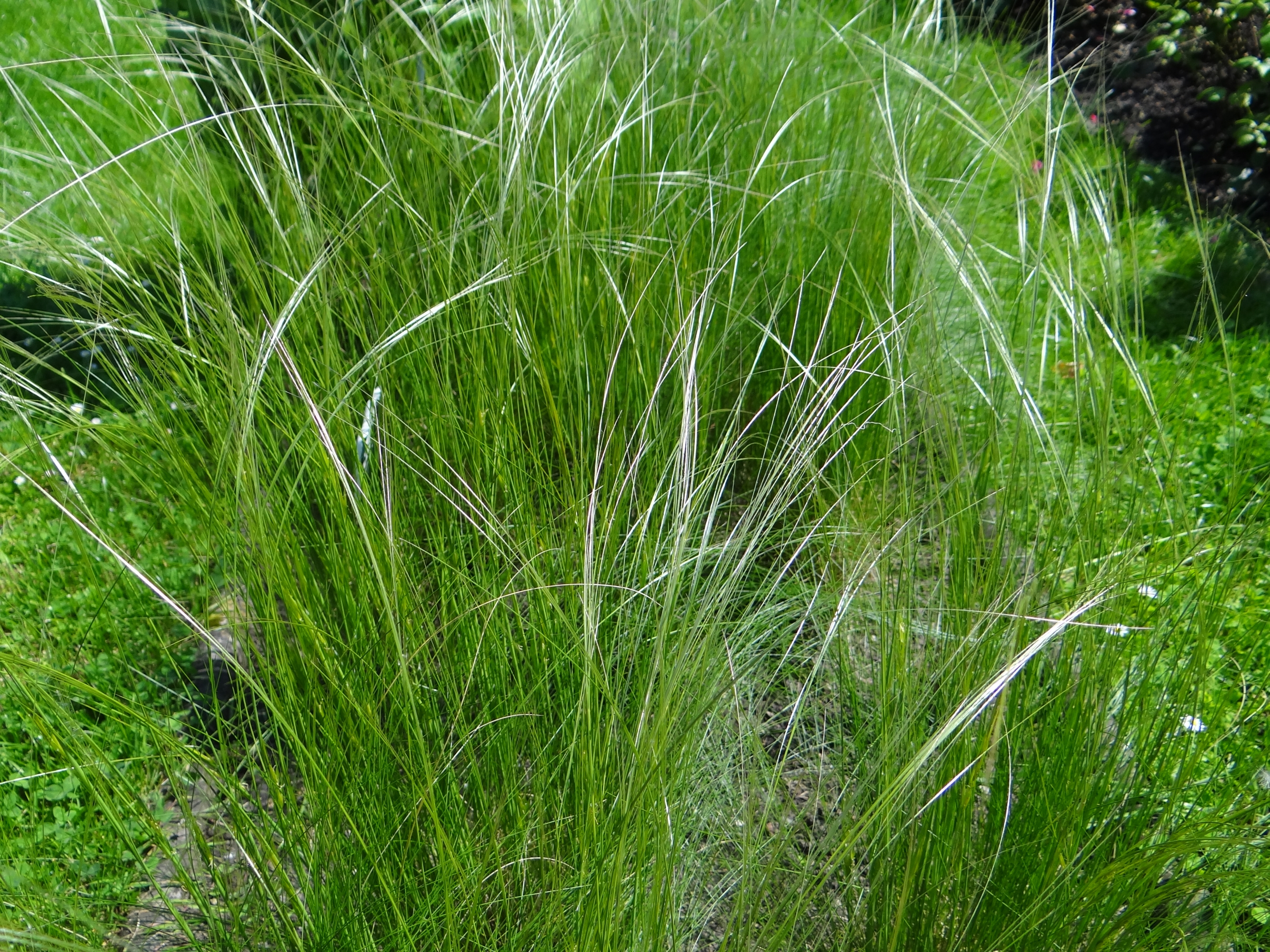
Le foglie
Stipa capillata

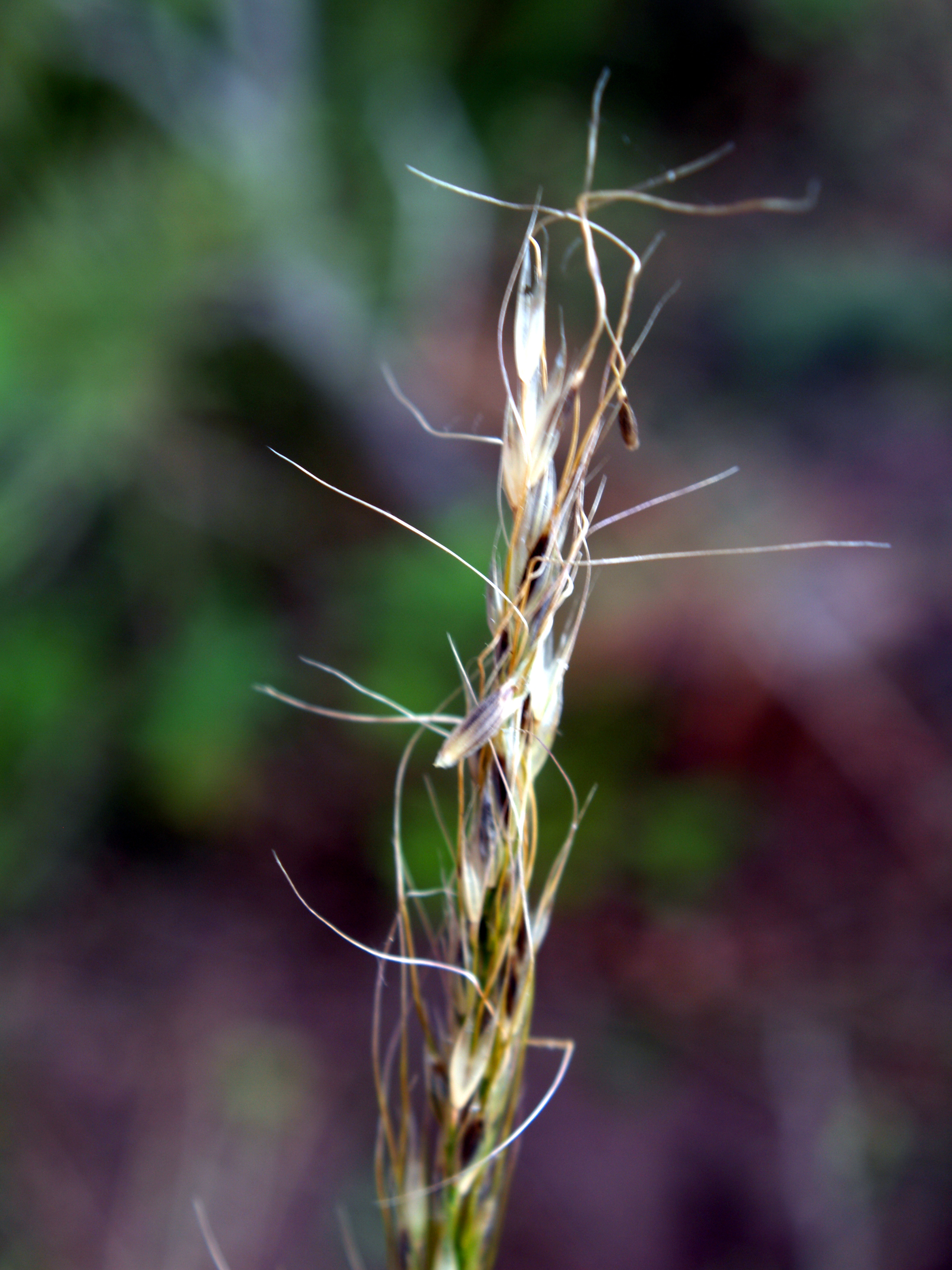
Infiorescenza
Stipa comata

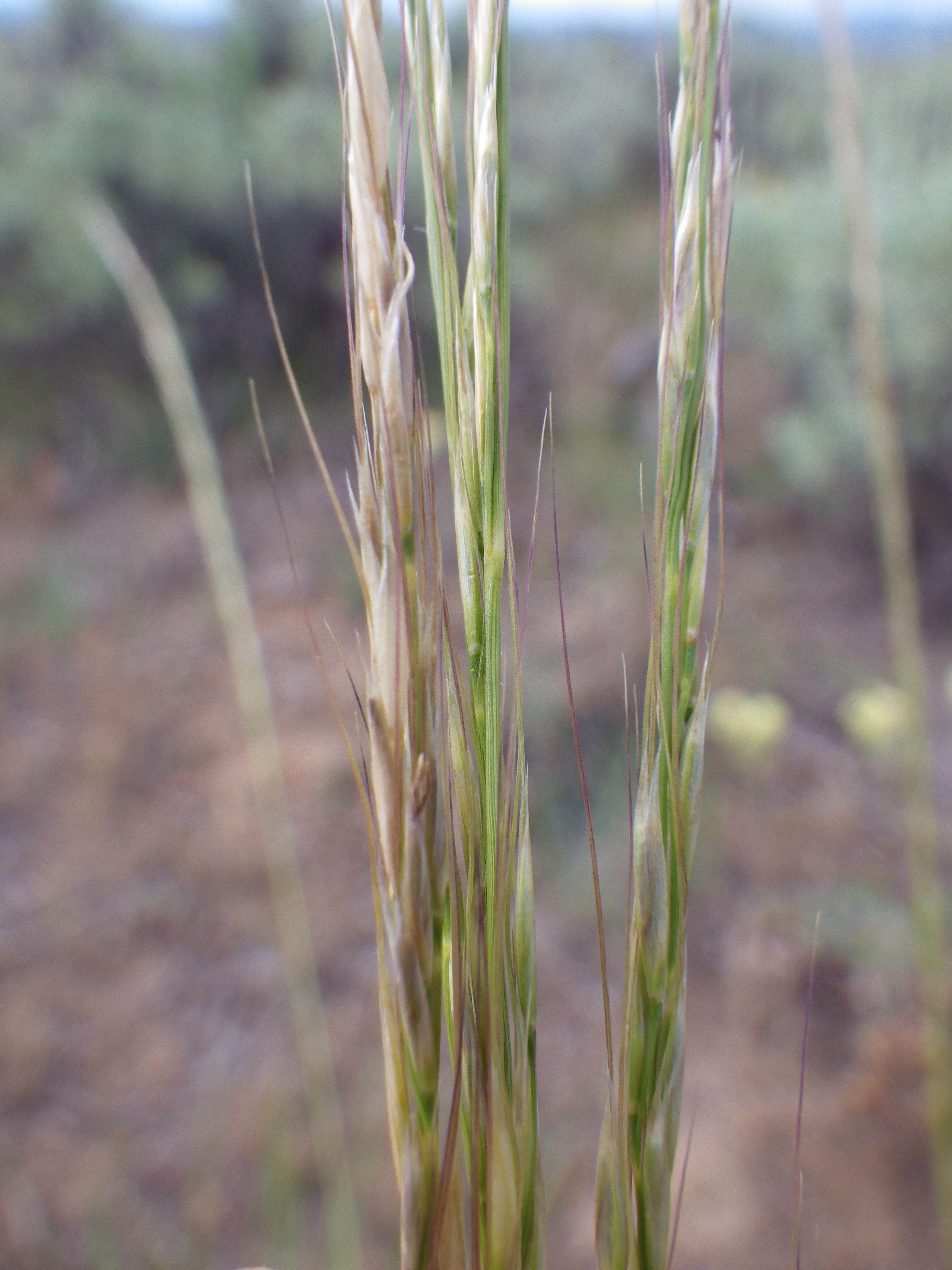
Le spighette
Stipa lettermanii

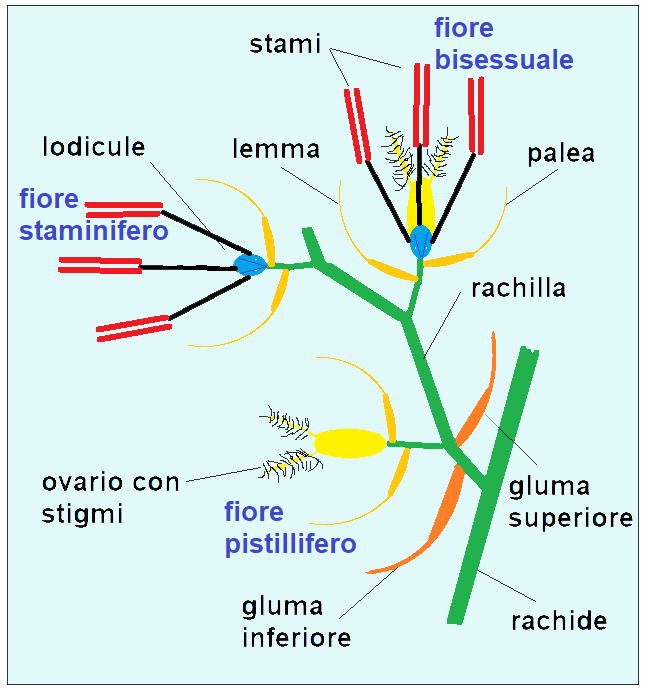
Spighetta generica con tre fiori diversi

Le piante di questo genere arrivano più o meno ad una altezza massima di un metro e mezzo. La forma biologica prevalente è emicriptofita cespitosa (H caesp), sono piante erbacee densamente cespugliose, perenni, con gemme svernanti al livello del suolo e protette dalla lettiera o dalla neve e presentano ciuffi fitti di foglie che si dipartono dal suolo. Per le specie a ciclo biologico annuo la forma biologica è terofita scaposa (T scap), ossia in generale sono piante erbacee che differiscono dalle altre forme biologiche poiché, essendo annuali, superano la stagione avversa sotto forma di seme e sono munite di asse fiorale eretto e spesso privo di foglie.

### Radici
Le radici sono secondarie e fascicolate da rizoma.

### Fusto
La parte aerea del fusto è eretta (spesso incurvata all'apice), rigida. Alla base è avvolta da fibre biancastre. I culmi in genere hanno 5 nodi.

### Foglie
Le foglie lungo il culmo sono disposte in modo alterno, sono distiche e si originano dai vari nodi. Sono composte da una guaina, una ligula e una lamina. Le venature sono parallelinervie. Non sono presenti i pseudopiccioli e, nell'epidermide delle foglia, le papille.
- Guaina: la guaina, più lunga degli internodi, è abbracciante il fusto e priva di auricole. Le guaine possono essere persistenti.
- Ligula: la ligula è breve o subnulla.
- Lamina: la lamina, generalmente glaucescente e conduplicata (ossia convoluta ma anche involuta), ha delle forme sottili (può essere rotondeggiante o piana). In sezione trasversale, sulla faccia inferiore, è presente uno strato continuo di sclerenchima che sulla faccia superiore si riduce a alcune costole quasi quadrate; la pelosità tra le costole è varia e di interesse tassonomico (vedi figura). Nella parte apicale può essere presente un ciuffo di peli. Diametro delle foglie: 0,5 - 1,5. Larghezza (se piana): 4 mm. Lunghezza: fino a 1 m.

### Infiorescenza
Infiorescenza principale (sinfiorescenza o semplicemente spiga): le infiorescenze, formate da alcune spighette (9 - 12) solitarie o sparse e ermafrodite, hanno la forma di una pannocchia lineare, breve e stretta (la pannocchia può essere peduncolata). La fillotassi dell'inflorescenza inizialmente è a due livelli, anche se le successive ramificazioni la fa apparire a spirale. 

### Spighetta
Infiorescenza secondaria (o spighetta): le spighette, con forme lanceolate e affusolate, sottese da due brattee distiche e strettamente sovrapposte chiamate glume (inferiore e superiore), sono formate da un fiore. Possono essere presenti dei fiori sterili; in questo caso sono in posizione distale rispetto a quelli fertili. Alla base di ogni fiore sono presenti due brattee: la palea e il lemma. La disarticolazione avviene con la rottura della rachilla sotto il fiore fertile.
- Glume: le glume, poco disuguali, con forme strettamente lanceolate, sono aristate e acuminate; sono più lunghe del fiore; la superficie è percorsa da 3  - 7 venature longitudinali. Lunghezza delle glume: 4 - 7 cm.
- Palea: la palea è un profillo lungo quanto il lemma (o più) con alcune venature.
- Lemma: il lemma, con margini sovrapposti, può avere una linea dorsale oppure no ed è sormontato da una resta flessuose e ricurva, piumosa (in tutto o in parte), di un bianco niveo. La superficie superiore è ricoperta variamente da 7 linee di peli di interesse tassonomico (vedi figura). Lunghezza del lemma: 15 - 23 cm. Lunghezza della resta: 5 - 37 cm.

### Fiore
I fiori fertili sono attinomorfi formati da 3 verticilli: perianzio ridotto, androceo  e gineceo.
- Formula fiorale:[6]

*, P 2, A (1-)3(-6), G (2–3) supero, cariosside.
- Il perianzio è ridotto e formato da tre lodicule, delle squame traslucide, poco visibili (forse relitto di un verticillo di 3 sepali). Le lodicule sono membranose e non vascolarizzate.
- L'androceo è composto da 3 stami ognuno con un breve filamento libero, una antera sagittata e due teche. Le antere sono basifisse con deiscenza laterale. Il polline è monoporato.
- Il gineceo è composto da 3-(2) carpelli connati formanti un ovario supero. L'ovario, glabro, ha un solo loculo con un solo ovulo subapicale (o quasi basale). L'ovulo è anfitropo e semianatropo e tenuinucellato o crassinucellato. Lo stilo, breve, è unico con due (o tre) stigmi papillosi e distinti.

### Frutti
I frutti sono del tipo cariosside, ossia sono dei piccoli chicchi indeiscenti, con forme ovoidali, nei quali il pericarpo è formato da una sottile parete che circonda il singolo seme. In particolare il pericarpo è fuso al seme ed è aderente. L'endocarpo non è indurito e l'ilo è lungo e lineare. L'embrione è piccolo e provvisto di epiblasto ha un solo cotiledone altamente modificato (scutello senza fessura) in posizione laterale. I margini embrionali della foglia non si sovrappongono.

## Biologia
Come gran parte delle Poaceae, le specie di questo genere si riproducono per impollinazione anemogama. Gli stigmi più o meno piumosi sono una caratteristica importante per catturare meglio il polline aereo. 
La dispersione dei semi avviene inizialmente a opera del vento (dispersione anemocora) e una volta giunti a terra grazie all'azione di insetti come le formiche (mirmecoria). Da alcuni studi sembra che alcune specie di questo genere siano state facilmente trasportate nella pelliccia di pecore e capre (in Mongolia).

## Distribuzione e habitat
La distribuzione delle specie del genere Stipa è relativa alle regioni temperate di tutto il mondo.

### Specie della zona alpina
Della ventina di specie presenti nella flora spontanea italiana, cinque vivono sull'arco alpino. La tabella seguente mette in evidenza alcuni dati relativi all'habitat, al substrato e alla distribuzione delle specie alpine.
| Specie | Comunità vegetali | Piani vegetazionali | Substrato  | pH     | Livello trofico | H2O   | Ambiente | Zona alpina                          |
| --- | ----------------- | ------------------- | ---------- | ------ | --------------- | ----- | -------- | ------------------------------------ |
| S. capillata | 9                 | montano collinare   | Ca - Ca/Si | basico | basso           | arido | C2 F2    | da ovest al centro con discontinuità |
| S. juncea | 12                | collinare           | Ca - Ca/Si | basico | basso           | arido | C2 G1 G3 | SV                                   |
| S. pennata | 9                 | subalpino montano   | Ca - Si    | neutro | basso           | arido | C2 F2    | CN TO AO NO BZ TN VR                 |
| S. pulcherrima | 9                 | collinare           | Ca - Ca/Si | basico | basso           | arido | C2 F2    | BS VR                                |
| S. tirsa | 9                 | montano collinare   | Ca - Ca/Si | basico | basso           | secco | C2 F2    | CO VR VI                             |
| Legenda e note alla tabella. Substrato: con “Ca/Si” si intendono rocce di carattere intermedio (calcari silicei e simili). Zona alpina: vengono prese in considerazione solo le zone alpine del territorio italiano (sono indicate le sigle delle province). Comunità vegetali: 9 = comunità a emicriptofite e camefite delle praterie rase magre secche; 12 = comunità delle lande di arbusti nani e delle torbiere. Ambienti: C2 = rupi, muri e ripari sotto roccia; F2 = praterie rase, prati e pascoli dal piano collinare al subalpino; G1 = lande e popolamenti a lavanda; G3 = macchie basse. |                   |                     |            |        |                 |       |          |                                      |

## Tassonomia
La famiglia delle Poacee comprende circa 800 generi e oltre 9.000 specie. È una delle famiglie più numerose e più importanti del gruppo delle monocotiledoni.La famiglia è suddivisa in 12 sottofamiglie, il genere Stipa fa parte della sottofamiglia Pooideae, tribù Stipeae.

### Specie
Il genere comprende le seguenti specie:
- Stipa academica Hicken
- Stipa adoxa Klokov & Osychnyuk
- Stipa aktauensis Roshev.
- Stipa aliena Keng
- Stipa almeriensis F.M.Vázquez
- Stipa annua Mez
- Stipa apertifolia Martinovský
- Stipa arabica Trin. & Rupr.
- Stipa araxensis Grossh.
- Stipa arenosa (Tzvelev) M.Nobis, P.D.Gudkova, Krzempek & Klichowska
- Stipa argillosa Kotukhov
- Stipa asperell Klokov & Osychnyuk
- Stipa atlantica P.A.Smirn.
- Stipa austroaltaica Kotukhov
- Stipa austroitalica Martinovský
- Stipa austromongolica M.Nobis
- Stipa badachschanica Roshev.
- Stipa baicalensis Roshev.
- Stipa balansae H.Scholz
- Stipa barbata Desf.
- Stipa barrancaensis F.A.Roig
- Stipa basiplumosa Munro ex Hook.f.
- Stipa bavarica Martinovský & H.Scholz
- Stipa baxoiensis Yue Zhang & W.L.Chen
- Stipa borysthenica Klokov ex Prokudin
- Stipa brachyptera Klokov
- Stipa breviflora Griseb.
- Stipa breviseta Caro & E.A.Sánchez
- Stipa bungeana Trin.
- Stipa capillacea Keng
- Stipa capillata L.
- Stipa caucasica Schmalh.
- Stipa chingii Hitchc.
- Stipa cretacea P.A.Smirn.
- Stipa daghestanica Grossh.
- Stipa dasyphylla (Lindem.) Czern. ex Trautv.
- Stipa dasyvaginata Martinovský
- Stipa diastrophica F.A.Roig
- Stipa dickorei M.Nobis
- Stipa donetzica Chuprina
- Stipa dregeana Steud.
- Stipa drobovii (Tzvelev) Czerep.
- Stipa durifolia Parodi ex Torres
- Stipa ehrenbergiana Trin. & Rupr.
- Stipa endotricha Martinovský
- Stipa feltrina Moraldo, Lasen & Argenti
- Stipa gaubae Bor
- Stipa glareosa P.A.Smirn.
- Stipa gracilis Roshev.
- Stipa grandis P.A.Smirn.
- Stipa hans-meyeri Pilg.
- Stipa henryi Rendle
- Stipa himalaica Roshev.
- Stipa hoggarensis Chrtek & Martinovský
- Stipa hohenackeriana Trin. & Rupr.
- Stipa holosericea Trin.
- Stipa iberica Martinovský
- Stipa illimanica Hack.
- Stipa iranica Freitag
- Stipa isoldeae H.Scholz
- Stipa issaevii Mussajev & Sadychov
- Stipa juncea L.
- Stipa juncoides Speg.
- Stipa kempirica Kotukhov
- Stipa keniensis (Pilg.) Freitag
- Stipa khovdensis L.Q.Zhao
- Stipa kirghisorum P.A.Smirn.
- Stipa klimesii M.Nobis
- Stipa korshinskyi Roshev.
- Stipa kotuchovii M.Nobis
- Stipa krylovii Roshev.
- Stipa lagascae Roem. & Schult.
- Stipa larisae Ostapko
- Stipa leptogluma Pilg.
- Stipa lessingiana Trin. & Rupr.
- Stipa letourneuxii Trab.
- Stipa lingua Junge
- Stipa lipskyi Roshev.
- Stipa longiplumosa Roshev.
- Stipa macbridei Hitchc.
- Stipa macroglossa P.A.Smirn.
- Stipa magnifica Junge
- Stipa margelanica P.A.Smirn.
- Stipa martinovskyi Klokov
- Stipa mayeri Martinovský
- Stipa media (Speg.) Caro
- Stipa meridionalis F.M.Vázquez & Devesa
- Stipa milleana Hitchc.
- Stipa mongolorum Tzvelev
- Stipa munroana Bor
- Stipa nachiczevanica Mussajev & Sadychov
- Stipa narynica M.Nobis
- Stipa neaei Nees ex Steud.
- Stipa nitens (Ball) Ball
- Stipa novakii Martinovský
- Stipa offneri Breistr.
- Stipa okmirii A.V.Dengubenko
- Stipa orientalis Trin.
- Stipa ovczinnikovii Roshev.
- Stipa pachypus Pilg.
- Stipa penicillata Hand.-Mazz.
- Stipa pennata L.
- Stipa petriei Buchanan
- Stipa plumosa Trin.
- Stipa pogonathera É.Desv.
- Stipa polyclada Hack.
- Stipa pontica P.A.Smirn.
- Stipa przewalskyi Roshev.
- Stipa psylantha Speg.
- Stipa pugionata Caro & E.A.Sánchez
- Stipa pulcherrima K.Koch
- Stipa pungens Nees & Meyen
- Stipa purpurea Griseb.
- Stipa rechingeri Martinovský
- Stipa regeliana Hack.
- Stipa richteriana Kar. & Kir.
- Stipa roborowskyi Roshev.
- Stipa rohmooiana Noltie
- Stipa rosea Hitchc.
- Stipa sareptana A.K.Becker
- Stipa scholzii Valdés
- Stipa scirpea Speg.
- Stipa sczerbakovii Kotukhov
- Stipa shanxiensis B.Nie & W.Hao Zhang
- Stipa sicula Moraldo, la Valva, Ricciardi & Caputo
- Stipa sosnowskyi Seredin
- Stipa subaristata (Matthei) Caro & E.A.Sánchez
- Stipa subplumosa Hicken ex F.A.Roig
- Stipa subsessiliflora (Rupr.) Roshev.
- Stipa syreistschikowii P.A.Smirn.
- Stipa tianschanica Roshev.
- Stipa tigrensis Chiov.
- Stipa tirsa Steven
- Stipa tortuosa É.Desv.
- Stipa transcarpatica Klokov
- Stipa tremula (Rupr.) M.Nobis
- Stipa trichoides P.A.Smirn.
- Stipa turkestanica Hack.
- Stipa ucrainica P.A.Smirn.
- Stipa zalesskyi Wilensky
- Stipa zeravshanica M.Nobis
- Stipa zhadaensis L.Q.Zhao & K.Guo
- Stipa zuvantica Tzvelev

Sono inoltre noti i seguenti ibridi:
- Stipa × adamii M.Nobis
- Stipa × alaica Pazij
- Stipa × albasiensis L.Q.Zhao & K.Guo
- Stipa × balkanabatica M.Nobis & P.D.Gudkova
- Stipa × assyriaca Hand.-Mazz.
- Stipa × brevicallosa M.Nobis
- Stipa × brozhiana M.Nobis
- Stipa × consanguinea Trin. & Rupr.
- Stipa × czerepanovii Kotukhov
- Stipa × dzungarica M.Nobis
- Stipa × fallacina Klokov & Osychnyuk
- Stipa × fallax M.Nobis & A.Nowak
- Stipa × gegarkunii P.A.Smirn.
- Stipa × gnezdilloi Pazij
- Stipa × heptapotamica Golosk.
- Stipa × hissarica M.Nobis
- Stipa × kamelinii Kotukhov
- Stipa × ladakhensis M.Nobis, Klichowska, A.Nowak & P.D.Gudkova
- Stipa × majalis  Klokov
- Stipa × manrakica Kotukhov
- Stipa × pseudocapillata Roshev.
- Stipa × pseudomacroglossa M.Nobis
- Stipa × subdrobovii M.Nobis & A.Nowak
- Stipa × tadzhikistanica M.Nobis
- Stipa × talassica Pazij
- Stipa × tzveleviana Kotukhov
- Stipa × tzvelevii Ikonn.
- Stipa × zaissanica Kotukhov

Binomi obsoleti
Le seguenti specie, in passato attribuite al genere Stipa, sono state assegnate a generi diversi:
- Stipa bromoides (L.) Dorfl. = Achnatherum bromoides (L.) P.Beauv
- Stipa ichu  (Ruiz & Pav.) Kunth = Jarava ichu Ruiz & Pav.
- Stipa setigera Presl. = Nassella neesiana (Trin. & Rupr.) Barkworth
- Stipa tenacissima L. = Macrochloa tenacissima (L.) Kunth
- Stipa trichotoma Nees = Nassella trichotoma (Nees) Hack. & Arechav.

### Filogenesi
Il genere Stipa è compreso nella supertribù Stipodae L. Liu, 1980. La supertribù Stipodae è il quarto nodo della sottofamiglia Pooideae ad essersi evoluto (gli altri tre sono la tribù Brachyelytreae, e le supertribù Nardodae e Melicodae). Stipa fa parte della tribù Stipeae Dumort., e in questa tribù fa parte del Clade I Eurasiatico (nome provvisorio per una sottotribù). Nel clade occupa una posizione "basale" e forma un "gruppo fratello" con il resto del clade formato dai generi (per lo più monospecifici): Neotrinia, Orthoraphium, Oryzopsis, Psammochloa, Ptilagrostis (stricto sensu) e Trikeraia.
Ultimamente questo genere è stato ridimensionato, ma rimane ugualmente di grandi dimensioni. Dalle analisi filogenetiche Stipa s.s. è monofiletico. ma le suddivisioni all'interno del genere non sono coerentemente supportate dai dati molecolari disponibili. Tradizionalmente il genere è suddiviso nelle seguenti sezioni: Barbatae, Leiostipa, Pseudoptilagrostis, Regelia, Stipa e Smirnowia.
Il subclade Eurasiatico delle Stipeae (e quindi questo genere) è individuato dai seguenti caratteri:
- i lobi dei lemmi in genere sono ben sviluppati;
- le cellule lunghe dell'epidermide dei lemmi hanno delle pareti sinusoidali (carattere plesiomorfico).

Nelle ricerche paleobotaniche alcune specie di Stipa (o parenti stretti) sono state trovate nel Nord America datate a circa 34 milioni di anni fa (Eocene superiore).

### Specie spontanee italiane

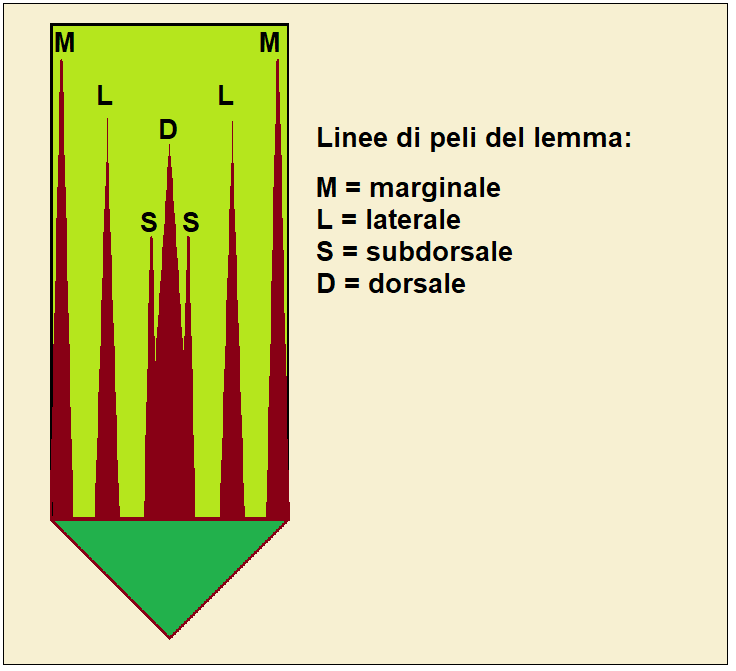
Linee dei peli del lemma

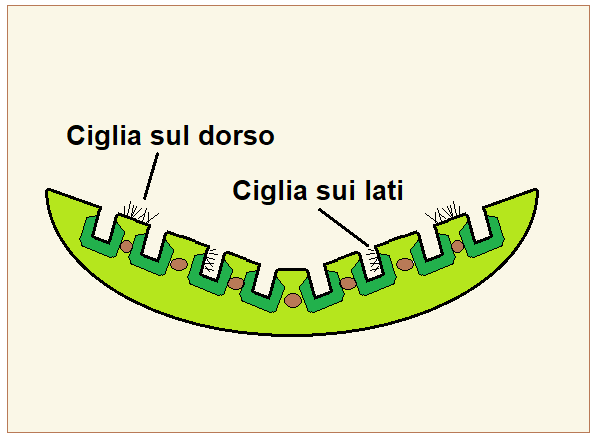
Sezione trasversale della lamina fogliare

Per meglio comprendere ed individuare le varie specie del genere (solamente per le specie spontanee della flora italiana) l’elenco seguente utilizza in parte il sistema delle chiavi analitiche (vengono cioè indicate solamente quelle caratteristiche utili a distingue una specie dall'altra)..

#### Gruppo principale
- Gruppo 1A: piante a ciclo biologico annuo;

Stipa capensis Thunb. - Lino delle fate annuale: l'altezza della pianta è di 1 - 3 dm; il ciclo biologico è annuo; la forma biologica è terofita scaposa (T scap); il tipo corologico è Steno-Mediterraneo; gli habitat tipici sono i pascoli aridi e incolti; in Italia è una specie comune ma è presente solamente sul versante tirrenico fino a un'altitudine di 1.000 m s.l.m..
- Gruppo 1B: piante a ciclo biologico perenne;

- Gruppo 2A: la resta piumosa è formata da peli pennati;

- Gruppo 3A: la resta è piumosa per tutta la lunghezza (15 - 20 cm);

Stipa barbata Desf. - Lino delle fate dei gessi: l'altezza della pianta è di 4 - 6 dm; il ciclo biologico è perenne; la forma biologica è emicriptofita cespitosa (H caesp); il tipo corologico è Steno-Mediterraneo Occidentale; gli habitat tipici sono i colli aridi; in Italia è una specie molto rara e si trova solamente in Sicilia fino a un'altitudine di 600 m s.l.m..
- Gruppo 3B: la resta lunga 20 - 30 cm è glabra nel terzo inferiore;

Gruppo di Stipa pennata (vedi prossimo paragrafo).
- Gruppo 2B: la resta glabra o più o meno ispida ed è lunga 8 - 30 cm;

- Gruppo 4A: la resta è lunga 8 - 15 cm;

Stipa juncea L. - Lino delle fate giunchiforme: delle brevi setole sono presenti su tutta la lunghezza della resta; la pannocchia è portata da un peduncolo sporgente dalla foglia superiore; l'altezza della pianta è di 4 - 10 dm; il ciclo biologico è perenne; la forma biologica è emicriptofita cespitosa (H caesp); il tipo corologico è Steno-Mediterraneo Nord-Occidentale; gli habitat tipici sono i pendii aridi; in Italia è una specie molto rara e si trova solamente in Liguria, Toscana e Sardegna fino a un'altitudine di 600 m s.l.m.. Nella "Flora d'Italia" di Sandro Pignatti questa specie è denominata Stipa offneri Beistr..
Stipa capillata L. - Lino delle fate capillare: la resta è glabra; la pannocchia alla base è avvolta dalla foglia superiore; l'altezza della pianta è di 4 - 10 m; il ciclo biologico è perenne; la forma biologica è emicriptofita cespitosa (H caesp); il tipo corologico è Eurasiatico temperato; gli habitat tipici sono i pendii aridi; in Italia è una specie rara e si trova solamente al Nord fino a un'altitudine di 1.200 m s.l.m..
- Gruppo 4B: la resta è lunga 15 - 30 cm ed è glabra o ispida solamente alla base;

Stipa fontanesi Parl. - Lino delle fate di Lagasca: l'altezza della pianta è di 4 - 8 dm; il ciclo biologico è perenne; la forma biologica è emicriptofita cespitosa (H caesp); il tipo corologico è Sud Mediterraneo; gli habitat tipici sono i prati aridi su substrato calcareo; in Italia è una specie rara e si trova solamente al Sud fino a un'altitudine di 600 m s.l.m..  Una specie affine è Stipa lagascae Roem. & Schult. (Nella "Flora d'Italia" è considerata sinonimo di S. fontanesi).

#### Gruppo diStipa pennata
- Gruppo 1A: le foglie sulla pagina adassiale sono glabre o con brevi tubercoli;

Stipa joannis Celak.: l'altezza della pianta è di 4 - 10 dm; il ciclo biologico è perenne; la forma biologica è emicriptofita cespitosa (H caesp); il tipo corologico è Centro Europeo - Sud Siberiano; gli habitat tipici sono i pascoli aridi; in Italia è una specie molto rara e si trova solamente al Nord fino a un'altitudine di 1.200 m s.l.m.. Nella "Flora d'Italia" la specie S. siciliensis Martinovsky (sinonimo) e Stipa syreistschikowii P. A. Smirn. sono affini alla specie S. joannis.
- Gruppo 1B: le foglie sulla pagina adassiale sono provviste di peli allungati;

- Gruppo 2A: nelle foglie i peli sono presenti solamente tra i solchi delle coste;

- Gruppo 3A: le glume sono lunghe 5 - 7 cm; i lemmi alla fruttificazione sono lunghi 20 - 23 mm; la resta in totale è lunga 28 - 37 cm; il diametro delle foglie è di 0,7 - 1,5 mm se piane sono larghe 4 mm;

Stipa pulcherrima K. Koch.: l'altezza della pianta è di 5 - 12 dm; il ciclo biologico è perenne; la forma biologica è emicriptofita cespitosa (H caesp); il tipo corologico è Sud Est Europeo - Sud Siberiano; gli habitat tipici sono i terreni a serpentino; in Italia è una specie rara e si trova su tutto il territorio ma con discontinuità fino a un'altitudine compresa tra 100 e 800 m s.l.m.. Nella "Flora d'Italia" la specie S. epilosa Martinovsky (sinonimo) e Stipa crassiculmis Smirnov sono affini alla specie S. pulcherrima.
- Gruppo 3B: le glume sono lunghe 4 cm; i lemmi alla fruttificazione sono lunghi 15 - 18 mm; la resta in totale è lunga 20 - 28 cm; il diametro delle foglie è di 0,5 - 0,7 mm;

Stipa pennata K. Koch. - Lino delle fate piumoso: l'altezza della pianta è di 4 - 8 dm; il ciclo biologico è perenne; la forma biologica è emicriptofita cespitosa (H caesp); il tipo corologico è Sud Ovest Europeo - Subatlantico; gli habitat tipici sono i prati aridi steppici; in Italia è una specie comune e si trova su tutto il territorio fino a un'altitudine di 800 m s.l.m..
- Gruppo 2B: nelle foglie i peli sono presenti su tutta la superficie;

Stipa tirsa Steven: le foglie dei getti sterili hanno delle forme capillari (diametro di 0,3 - 0,4 mm) con apice sottile; la ligula è lunga 0,3 - 1,0 mm; l'altezza della pianta è di 4 - 8 dm; il ciclo biologico è perenne; la forma biologica è emicriptofita cespitosa (H caesp); il tipo corologico è Europeo - Siberiano; gli habitat tipici sono i pascoli aridi e sassosi; in Italia è una specie comune e si trova in Toscana fino a un'altitudine compresa tra 200 e 1.200 m s.l.m..
Stipa austroitalica Martinovsky: le foglie hanno un diametro di 0,4 - 0,7 mm; la ligula è lunga 1,0 - 2,5 mm; l'altezza della pianta è di 4 - 7 dm; il ciclo biologico è perenne; la forma biologica è emicriptofita cespitosa (H caesp); il tipo corologico è Endemico; gli habitat tipici sono i pascoli aridi; in Italia è una specie rara e si trova al Sud fino a un'altitudine compresa tra 300 e 1.900 m s.l.m..
Ai due gruppi elencati sopra si devono aggiungere le seguenti specie presenti sul territorio italiano e non trattate nella "Flora d'Italia":
- Stipa aquilana Moraldo - Distribuzione: Abruzzo
- Stipa dasyvaginata Martinovský - Distribuzione: Centro e Sud dell'Italia
- Stipa iberica Martinovský
- Stipa parviflora Desf.
- Stipa rechingeri Martinovský
- Stipa valdemonensis Cataldo & al.